# KV8
25°26′24″N 32°21′36″E / 25.44000°N 32.36000°E
KV8是位在帝王谷東谷的一座大型陵墓，也就是位在尼羅河西岸。這座陵墓的埋葬者是第十九王朝的第四位法老「梅倫普塔」（Merneptah）。梅倫普塔是拉美西斯二世的第十三位兒子。
KV8恰巧位在帝王谷東谷的中心地區，南面拉美西斯二世之墓（KV7）和KV55，且與KV9及圖坦卡門之墓（KV62）接近平行。

## 陵墓內部
KV8與其他拉美西斯二世之子葬在帝王谷的墓穴均位處低窪，因此常受到水災山洪的蹂躝。這種情況導致KV8內有一部份的文物嚴重毀損或不見，無法復原，不過也有一些壁畫和文物仍保存著完整無缺，壁畫顏色也無變更過大，但畫中藍色和綠色區塊已經開始褪色。

### 結構組成

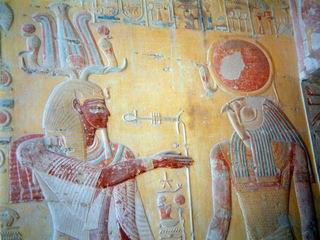
第一走廊的壁畫

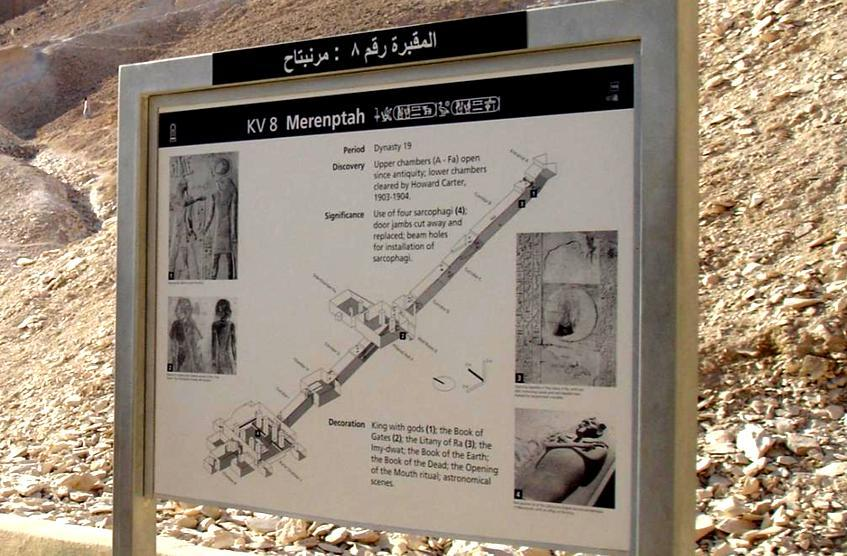
KV8主要結構圖

- 第一走廊：

從此走廊進去可以看到壁畫上有著傳統埃及神話中的場景。壁畫畫有太陽神拉頭頂上的太陽光盤，旁邊站著奈芙蒂絲和泰芙努特。周圍還有幾隻禿鷹
- 第二走廊：

此走廊的裝飾壁畫與第一走廊非常相似，在第二走廊還加畫了地獄之書和亡靈書，代表著死者死後去接見奈芙蒂絲和阿努比斯。
- 第三走廊：

大部分裝潢因洪水侵蝕而腐爛，但依舊能隱約看出天花板上畫有星星和藍色夜空。
- 大廳的柱子：

算是該墓內保存最完整的裝潢之一，且裝飾效果較為特殊。
- 底部走廊：

無論是壁畫和結構，都已被洪水嚴重的侵蝕破壞，但能隱約猜測出是通往中心墓穴入口的走廊，牆壁上可能畫著亡靈書和歐西里斯審判時的情景。
- 梅倫普塔的墓室：

有8根柱子和數條樓梯，內部牆壁畫有比前者更多的死亡情景壁畫及洞穴之書（Libro de las Cavernas），天花板畫有古埃及對於天文的相關資料、圖解。

## 外部連結
- （英文）KV8的相關簡介